# 마루페시

시 문장

마루페 시의 위치

마루페시(라트비아어: Mārupes novads)는 라트비아의 지방 자치체로 행정 중심지는 마루페이며 면적은 103.9km2, 인구는 13,958명(2009년 기준), 인구 밀도는 130명/km2이다.